# Ли Цинюн
Ли Цинюн (на традиционен китайски: 李清雲, на опростен китайски: 李清云, на пинин: Lǐ Qīngyún; починал на 6 май 1933 г.) е китайски билкар, живял (според легенда) над 256 години.
Той твърдял, че е роден през 1736 г., докато спорни сведения твърдят, че е роден през 1677 г. Двете предполагаеми продължителности на живота (197 и 256 години) надминават най-дългата потвърдена продължителност на живота от 122 години и 164 дни на френската жена Жан Калман. Неговата истинска дата на раждане никога не е била определена. Казано е, че е бил учител по бойни изкуства, билкар и тактически съветник.

## Легенда
Уу Чонг-Шие твърди, че Ли Чинг-Юн е роден през 1677 г. в Чунцин, провинцията Съчуан. Според статия на „Ню Йорк Таймс“, професорът Уу Чонг-Шие в университет Ченгду, открил официални документи на Имперското Китайско правителство от 1827 поздравяващи Ли Чинг-Юн за 150-ия рожден ден и по-нататък други документи поздравяващи го за двустотния му рожден ден през 1877 г. През 1928 г., кореспондент на Ню Йорк Таймс написал, че много от възрастните мъже в квартала на Ли твърдели, че техните дядовци го познавали, когато са били момчета и по това време той бил зрял мъж.
Един от неговите ученици, Тайчи чуан майстор Да Лиу разказал историята на учителя Ли: на 130 години старият учител Ли се срещнал в планината с един по-стар отшелник на над 500 години, който го научил на Ба гуа джан и Чи гун с обучение за дишане, движения съпроводени с особени звуци и диетични препоръки. Да Лиу споменава, че учителят му казал, че неговото дълголетие „се дължи на факта, че извършвах упражненията всеки ден – редовно, правилно и с искреност – за 120 години.“ Връщайки се у дома, той умира година по-късно. Някой казват, че е умрял от естествена смърт, а други твърдят, че е казал на приятели „Направих всичко, което трябваше на този свят. Сега ще се прибирам вкъщи.“ След смъртта на Ли, генерал Ян Сен проверил истинността на заявеното му минало и възраст и написал доклад за откритията му, които по-късно публикувал.
Работил като билкар, продаващ рейши, годжи бери, див женшен, многоцветен горец (Fallopia multiflora), готу кола (азиатска центела) заедно с други китайски билки и се прехранвал с диета от тези билки и оризово вино. Също така се предполага, че Ли е оставил над 200 наследника през живота си и е надживял 23 съпруги.

## Дълголетие
Статията „Костенурка-Гълъб-Куче“ от 15 май 1933 издадена от списание Тайм разказва историята му и включва отговора на Ли Чинг-Юн за тайната на дълголетния живот:
- Спокоен ум
- Сядай като костенурка
- Върви оживено като гълъб
- Спи като куче